# Zofia Lendzion-Bieluń
Zofia Maria Lendzion-Bieluń – polska inżynier, profesor nauk inżynieryjno-technicznych.

## Życiorys
W 1994 ukończyła studia technologii chemicznej na Politechnice Szczecińskiej. Następnie w 1998 obroniła pracę doktorską pt. Preparatyka i badania katalizatorów syntezy NH3 na nośnikach z węgla syntetycznego, której promotorem był prof. Antoni Morawski. W 2013 habilitowała się na podstawie pracy zatytułowanej Katalizatory na bazie żelaza i kobaltu w reakcjach syntezy i rozkładu amoniaku. Tytuł profesora nauk inżynieryjno-technicznych w dyscyplinie inżyniera chemiczna uzyskała w 2023.
Pracuje w Zachodniopomorskim Uniwersytecie Technologicznym w Szczecinie, oraz należy do Rady Dyscypliny Naukowej – Inżynierii Chemicznej ZUT.
Jest członkiem Komitetu Chemii Analitycznej, Zespołu Analityki Środowiskowej i Przemysłowej PAN.